# شهرستان آتنینسکی
شهرستان آتنینسکی (به لاتین: Atninsky District) یک شهرستان در روسیه است که در تاتارستان واقع شده‌است.